# Voyer (Mosela)
Voyer é uma comuna francesa na região administrativa de Grande Leste, no departamento de Mosela. Estende-se por uma área de 4,48 km². Em 2010 a comuna tinha 467 habitantes (densidade: 104,2 hab./km²).